# Приведіть його
Приведіть його (англ. Bring Him In) — американська короткометражна спортивна драма режисера Ерла С. Кентона 1924 року.

## У ролях
- Джек Демпсі — Тігер Джек О'Дей
- Хейден Стівенсон — місіс Салліван
- Джордж Ові — Ед Мартін — менеджер
- Френк Хегні — Спайк МакГанн
- Чарльз Райснер — Чак — менеджер
- Флоренс Лі — дочка комісара поліції
- Гаррі Лоррейн
- Гледіс Варден